# Xochimilco
För andra betydelser, se Xochimilco (olika betydelser).
Xochimilco  är ett av Mexico Citys 16 distrikt, delegación och gränsar i norr till Coyoacán, Tlalpan och Iztapalapa, i öster mot Tláhuac, i väster mot Tlalpan och sydöst mot Milpa Alta. Xochimilco ses som Mexikos Venedig med hundratals kilometer kanaler längs samhället och mellan odlingsåkrarna chinampas som förr var flytande öar, men som efter vattenreglering på 1950- och 1960-talet har lagt sig på botten av det som en gång var den stora Texcocosjön runt Tenochtitlán. I Xochimilco har länge bedrivits odling och Tlalpan var en huvudkanal till centrala Mexiko en bit in på 1900-talet. Numera är Tlalpan huvudgatan söderut från Zocalo med tunnelbanelinje i mittstråket.
Xochimilco är ett populärt turistmål. Det är vanligt att göra familjeutflykter där man färdas fram på kanalerna på flatbottnade så kallade trajineras där mariachis spelar musik och det serveras mat.
Xochimilco är upptaget på Unescos världsarvlista.